# Озерна мересниця
Озерна мересниця, також озерний гольян (Rhynchocypris) — рід коропоподібних риб родини ялецевих (Leuciscidae), поширених у водоймах Євразії.

## Види
Містить сім видів
- Rhynchocypris czekanowskii (Dybowski, 1869) (Мересниця Чекановського)
- Rhynchocypris dementjevi (Turdakov & Piskarev, 1954)
- Rhynchocypris lagowskii (Dybowski, 1869) (Мересниця амурська)
- Rhynchocypris mantschurica (Berg, 1907) (Мересниця маньчжурська)
- Rhynchocypris oxycephalus (Sauvage & Dabry de Thiersant, 1874) (Мересниця китайська)
- Rhynchocypris percnurus (Pallas, 1814) (Мересниця озерна)
- Rhynchocypris poljakowii (Kessler, 1879) (Мересниця балхаська)